# Audra Keller
Audra Keller (Macon, 17 novembre 1971) è un'ex tennista statunitense.

## Carriera
In carriera ha raggiunto una finale nel singolare al Virginia Slims of Indianapolis nel 1991. Nei tornei del Grande Slam ha ottenuto il suo miglior risultato raggiungendo il secondo turno nel singolare agli Australian Open nel 1990 e 1995, a Wimbledon nel 1991 e 1992 e agli US Open nel 1993 e 1994, e nel doppio agli Australian Open nel 1996.

## Statistiche

### Singolare

#### Finali perse (1)
| Numero | Anno             | Torneo                                       | Superficie | Avversaria in finale | Punteggio |
| 1.     | 16 novembre 1991 | Virginia Slims of Indianapolis, Indianapolis | Cemento    | Katerina Maleeva     | 6-7, 2-6  |

### Risultati in progressione
| Sigla | Risultato               |
| ----- | ----------------------- |
| V     | Vincitore               |
| F     | Finalista               |
| SF    | Semifinalista           |
| O     | Oro olimpico            |
| A     | Argento olimpico        |
| SF    | Bronzo olimpico         |
| QF    | Quarti di Finale        |
| 4T    | Quarto turno            |
| 3T    | Terzo turno             |
| 2T    | Secondo turno           |
| 1T    | Primo turno             |
| RR    | Round Robin             |
| LQ    | Turno di qualificazione |
| A     | Assente                 |
| ND    | Non disputato           |

| Legenda superfici    |
| -------------------- |
| Cemento              |
| Terra battuta        |
| Erba                 |
| Superficie variabile |

#### Singolare nei tornei del Grande Slam
| Torneo          | 1990 | 1991 | 1992 | 1993 | 1994 | 1995 |
| --------------- | ---- | ---- | ---- | ---- | ---- | ---- |
| Australian Open | 2T   | 1T   | A    | A    | 1T   | 2T   |
| Open di Francia | 1T   | 1T   | 1T   | A    | A    | 1T   |
| Wimbledon       | 1T   | 2T   | 2T   | A    | A    | 1T   |
| US Open         | 1T   | 1T   | 1T   | 2T   | 2T   | 1T   |

#### Doppio nei tornei del Grande Slam
| Torneo          | 1989 | 1990 | 1991 | 1992 | 1993 | 1994 | 1995 | 1996 |
| --------------- | ---- | ---- | ---- | ---- | ---- | ---- | ---- | ---- |
| Australian Open | A    | 1T   | A    | A    | A    | 1T   | A    | 2T   |
| Open di Francia | A    | A    | A    | 1T   | A    | A    | A    | A    |
| Wimbledon       | A    | A    | A    | A    | A    | A    | A    | A    |
| US Open         | 1T   | A    | A    | A    | 1T   | A    | 1T   | A    |

#### Doppio misto nei tornei del Grande Slam
Nessuna partecipazione